# Усадьба Линтварёвых
Усадьба Линтварёвых (укр. Маєток Линтварьових) — исторический комплекс, расположенный на холме вдоль берега реки Псёл в городе Сумы (Украина). Летом 1888—1889 годов в западном флигеле усадьбы Линтварёвых жил и работал русский писатель, драматург А. П. Чехов. В настоящее время[когда?] здесь расположен музей писателя.

## История
Помещичья усадьба с хутором Кулишивским принадлежала до 1790 года семье Самойловых. Далее она перешла Лаврентьевым, о чём свидетельствует купчая 1790 года от генерал-поручика и действительного камергера Александра Николаевича Самойлова сумском помещику, поручику Михаилу Кузьмичу Лаврентьеву на унаследованные от тайного советника, сенатора Николая Борисовича Самойлова: «имение в с. Лука, хутор Кулишивский со двором, садом, распашными и другими землями 71 дес. 1616 саж., усадебное место, лес и мельница в х. Бибиковском с 25 душами мужского пола и 20 женского с их жилыми и хозяйственными постройками, скотом, с хлебом озимым в землю посеянным за 1000 рублей».
Лаврентьевы владели усадьбой в 1790—1825 годах. Последними владельцами имения стала семья Линтварёвых — 1825—1917 годы. В 1825 году имение передано М. К. Лаврентьевым по завещанию родном племяннику из Сумского уезда помещику, титулярному советнику Павлу Михайловичу Линтварёву с тем, чтобы он «закончил мной начатое строительство храма во имя Святой Троицы в том виде как было мной задумано, что является его первейшей обязанностью после моей смерти. Кроме того, если с моего имения и денег он решит кого одарить из моих родственников или дворовых, то это будут: Михаил Максименко с женой и детьми, вдовы Анастасия Серенкова и Дарья Серенкова с сыном Алексеем, Евдокия Педченкова, Ефимия Трофиминкова, Павел Петренко, Игнат Мервенко, Алексей Науменко. Пелагеи Химченковой с детьми после своей смерти даю от крепостничества полную свободу, к моей же смерти они должны быть в полном моём распоряжении и подчинении. После моей смерти Павел должен выдать этим людям соответствующие отпускные. По усмотрению Павла он может дать отпускные и другим людям».
После 1917 года имение разграбили. К тому времени там уже никто из хозяев не жил. В 1924 году было принято решение о передаче имения «для культурных дел» с размещением здесь уголка Ленина, Чеховского музея и других культурных начинаний. В те времена усадьба получила название «Чеховский домик». В советское время здесь размещались различные учреждения, а во время Второй мировой войны — немецкая военная часть. В 1950 году главный дом реконструировали: центральная терраса между восточным и западным крыльями дома была заложена кирпичом, а в подвале устроена котельная. Внутренняя планировка сохранилась. Долгое время здесь была школа, затем — станция юных натуралистов. В конце 1980-х годов в усадьбе начались реставрационные работы: была перекрыта крыша дома, убрана котельная. В 1960 году в усадьбе Линтварёвых был открыт музей Чехова, в котором хранятся вещи, документы и фотографии, принадлежавшие писателю.

## Описание
В состав имения входили: экономия (2 водяных мельницы), семь жилых зданий, отделённых кирпичной оградой, к западу от усадьбы располагался парк, на север — сад с родовым кладбищем, а за ним пруд.
Первоначальный вариант главного здания относится к концу XVIII века. Это было одноэтажное кирпичное сооружение, которое представляло в плане прямоугольник с центральными ризалитами на северном и южном фасадах. Внутренние интерьеры украшали камин, печи, выложенные кафелем, лепнина. В середине XIX века дом несколько обновили. Были достроены мезонин, увеличены проёмы окон, пристроена открытая терраса, сделаны подвальные помещения. Центральный фасад украсили карнизом с декором. Впоследствии балконы мезонина были разобраны, терраса заложена. Внутренние интерьеры комнат разукрашивались карнизами, розетками на потолках, штукатуркой. Во времена Чехова в доме было много старинной мебели и огромная библиотека. Комнаты украшали этюды В. Е. Маковского. Здесь жили: Александра Васильевна, Георгий (Жорж), Елена, Зинаида и Наталья Линтварёвы.
Флигель, в котором жил А. П. Чехов, построен в первой четверти XIX века с классическим портиком на шесть колонн, треугольным фронтоном и крыльцом. Имел шесть комнат с анфиладным расположением.
Второй флигель представлял собой кирпичный башнеобразный домик на высоком цоколе с отдельными внешними входами на каждый этаж. Был похож на старинный русский терем. Чехов называл его «Терем-теремок». Здесь он принимал больных, здесь жил Павел Михайлович Линтварёв с женой.
Третий флигель занимал мировой судья Д. В. Деконор, здесь же была кухня (кухарка — полька Анна, жена письмоводителя).
Четвёртый флигель арендовал служащий рафинадного завода Григорий Александрович Артеменко. Чехов с ним дружил и вместе рыбачил.
По архитектурному стилю предполагают, что автором проекта имения мог быть П. А. Ярославский.
Образ поместья во времена Линтварёвых можно дополнить впечатлениями Михаила Павловича Чехова, который бывал здесь накануне 1888 года: «Старая усадьба с заброшенным садом, с могилами прародителей под деревьями, которые плакали от дождя …».
Усадьба Линтварёвых с большим заброшенным садом, с необходимыми для дворянских гнёзд липовыми аллеями, со стройными украинскими тополями выходила к Пслу, который здесь был широким, полноводным, со многими островами. С обеих сторон главного здания с традиционным мезонином располагались флигеля.
- Флигель Чехова в имении Линтварёвых
- Памятник Чехову в усадьбе Линтварёвых
- Флигель Чехова в усадьбе на Луке (парковый фасад)
- Главный дом и восточный флигель усадьбы Линтварёвых
- Общий вид усадьбы Линтварёвых
- Главный дом. Флигель «Терем-Теремок»
- Флигель «Терем-Теремок». Главный фасад

## В литературе
- Повесть А. П. Чехова "Скучная история"  появилась в журнале "Северный вестник" в 1889 году, № 11 с пометой "Село Лука. Сумск. уезда. 1889"[3].